# Nikolaj Ehlers
Nikolaj Ehlers (ur. 14 lutego 1996 w Aalborgu) – duński hokeista. Reprezentant Danii.
Jego ojciec Heinz (ur. 1966) także był hokeistą, który w 1984 jako pierwszy Duńczyk w historii wybrany w drafcie NHL, później został trenerem. Jego brat Sebastian (ur. 1993) został również hokeistą. Ponadto ma siostrę Caroline.

## Kariera
- Biel II U15 (2007-2009)
- Biel U15 (2008-2009)
- Biel U17 (2010-2012)
- Biel U20 (2011-2013)
- EHC Biel (2012-2013)

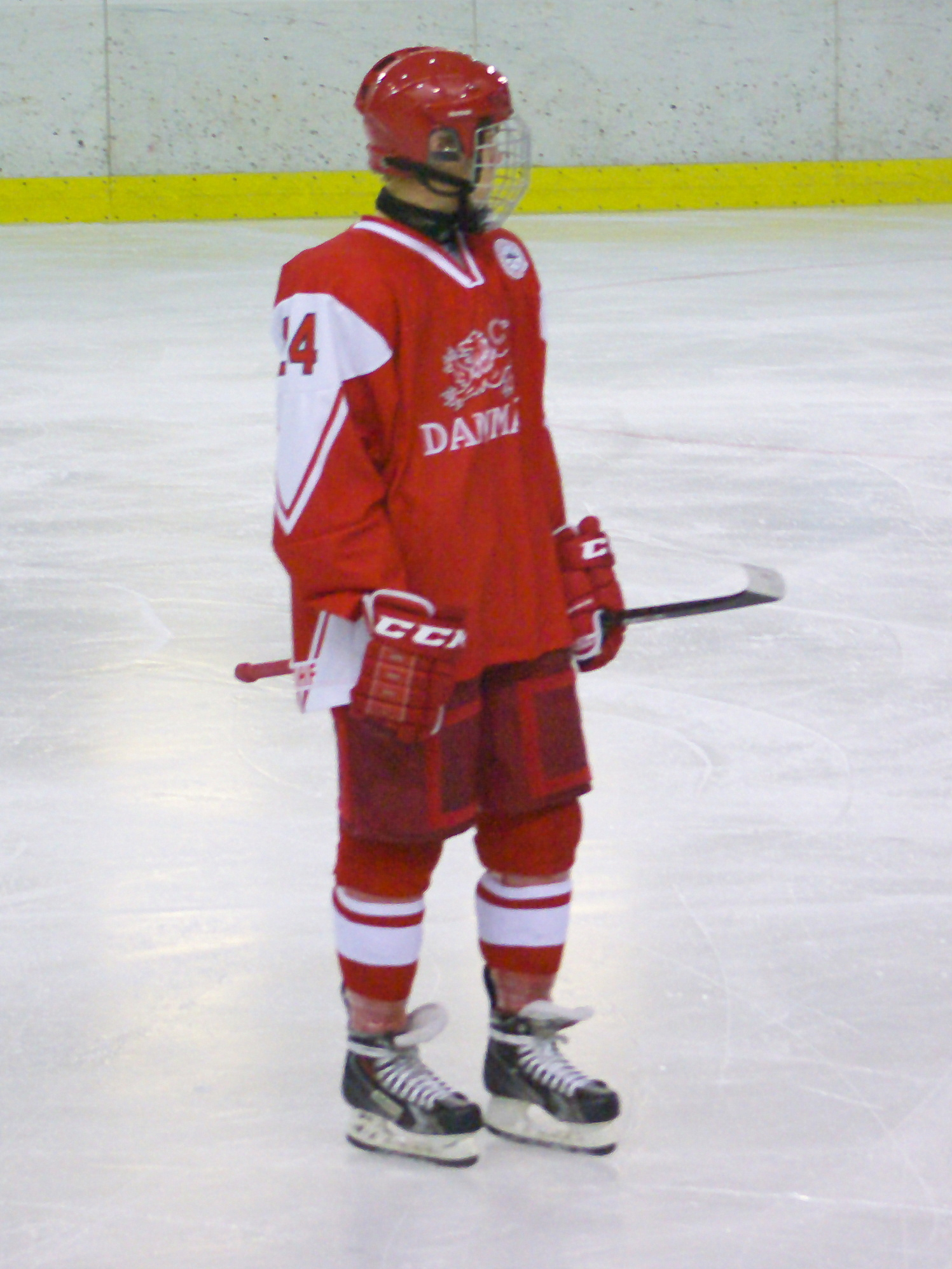
Nikolaj Ehlers w barwach Danii do lat 20 (2013)

- Halifax Mooseheads (2013-2015)
- Winnipeg Jets (2015-2025)
- Carolina Hurricanes (2025-)

Wychowanek szwajcarskiego klubu EHC Biel, w którym rozpoczął grę w zespołach juniorskich od 2007 (w tym czasie przez dwa lata trenerem zespołu seniorskiego był jego ojciec). Przeszedł kolejne szczeble wiekowe w klubie, a w sezonie 2012/2013 grał w zespole seniorskim w lidze NLA. W KHL Junior Draft w 2013 został wybrany przez Awangard Omsk (runda 4, numer 127). W lipcu 2013 został wybrany przez kanadyjski klub Halifax Mooseheads, występujący w juniorskich rozgrywkach QMJHL w ramach CHL. Jesienią 2013 rozpoczął grę w tym rozgrywkach, w pierwszej części sezonu był najlepszym strzelcem drużyny. W sezonie zdobył wiele nagród, m.in. dla najlepszego pierwszoroczniaka rozgrywek. 27 czerwca 2014 w drafcie NHL z 2014 został wybrany przez Winnipeg Jets z numerem dziewiątym. We wrześniu 2014 podpisał kontrakt wstępujący z tym klubem, po czym rozegrał sezon QMJHL 2014/2015. Po jego zakończeniu został przekazany do Winnipeg Jets u kresu edycji NHL (2014/2015). Na początku października 2017 przedłużył kontrakt z tym klubem o siedem lat. W czerwcu 2025 ogłoszono, że związał się sześcioletnim kontraktem z Carolina Hurricanes.
W barwach juniorskich reprezentacji Danii uczestniczył w turniejach mistrzostw świata do lat 18 w 2013 (Dywizja I), mistrzostw świata do lat 20 w 2014 (Dywizja I), 2015 (Elita). W barwach seniorskiej reprezentacji uczestniczył w turniejach mistrzostw świata edycji 2016, 2017, 2022 (Elita).

## Sukcesy
Reprezentacyjne
- Awans do MŚ do lat 18 Elity: 2013
- Awans do MŚ do lat 20 Elity: 2014

Indywidualne
- Mistrzostwa świata do lat 18 w hokeju na lodzie mężczyzn 2013/I Dywizja:
  - Trzecie miejsce w klasyfikacji strzelców: 3 gole[12]
  - Pierwsze miejsce w klasyfikacji asystentów: 8 asyst[13]
  - Drugie miejsce w klasyfikacji kanadyjskiej turnieju: 11 punktów[14]
- Mistrzostwa Świata Juniorów w Hokeju na Lodzie 2014/I Dywizja:
  - Czwarte miejsce w klasyfikacji +/− turnieju: +6[15]
- QMJHL i CHL 2013/2014:
  - Pierwsze miejsce w klasyfikacji strzelców wśród pierwszoroczniaków w sezonie zasadniczym QMJHL: 49 goli
  - Pierwsze miejsce w klasyfikacji asystentów wśród pierwszoroczniaków w sezonie zasadniczym QMJHL: 55 asyst
  - Pierwsze miejsce w klasyfikacji kanadyjskiej wśród pierwszoroczniaków w sezonie zasadniczym QMJHL: 104 punkty
  - Pierwsze miejsce w klasyfikacji +/− w sezonie zasadniczym QMJHL: 49 goli
  - Coupe RDS – najlepszy pierwszoroczniak sezonu QMJHL
  - Michel Bergeron Trophy – najlepszy ofensywny pierwszoroczniak QMJHL
  - Mike Bossy Trophy – najlepiej zapowiadający się profesjonalista QMJHL
  - Skład gwiazd pierwszoroczniaków QMJHL
  - Drugi skład gwiazd QMJHL
  - Najlepszy pierwszoroczniak sezonu CHL
  - CHL Top Prospects Game
- Mistrzostwa Świata Juniorów w Hokeju na Lodzie 2015/Elita:
  - Jeden z trzech najlepszych zawodników reprezentacji na turnieju[16]
- QMJHL i CHL 2014/2015:
  - Trzecie miejsce w klasyfikacji asystentów wśród pierwszoroczniaków w sezonie zasadniczym QMJHL: 64 asysty
  - Trzecie miejsce w klasyfikacji kanadyjskiej wśród pierwszoroczniaków w sezonie zasadniczym QMJHL: 101 punkty[17]
  - Pierwszy skład gwiazd QMJHL
  - Paul Dumont Trophy – osobowość sezonu QMJHL
- Mistrzostwa Świata w Hokeju na Lodzie 2017/Elita:
  - Jeden z trzech najlepszych zawodników reprezentacji w turnieju

Wyróżnienia
- Najlepszy napastnik Danii: 2016, 2017